# Александрія (Нью-Йорк)
Александрія (англ. Alexandria) — місто (англ. town) в США, в окрузі Джефферсон штату Нью-Йорк. Населення — 3741 особа (2020).

## Демографія
Згідно з переписом 2010 року, у місті мешкала 4061 особа в 1698 домогосподарствах у складі 1096 родин. Було 3419 помешкань
Расовий склад населення:
| - 97,8 % — білих - 0,6 % — чорних або афроамериканців - 0,2 % — корінних американців - 0,2 % — азіатів |

До двох чи більше рас належало 0,9 %. Частка іспаномовних становила 1,6 % від усіх жителів.
За віковим діапазоном населення розподілялося таким чином: 22,3 % — особи молодші 18 років, 63,0 % — особи у віці 18—64 років, 14,7 % — особи у віці 65 років та старші. Медіана віку мешканця становила 42,8 року. На 100 осіб жіночої статі у місті припадало 100,3 чоловіків;  на 100 жінок у віці від 18 років та старших — 101,2 чоловіків також старших 18 років.
Середній дохід на одне домашнє господарство  становив 67 234 долари США (медіана — 44 572), а середній дохід на одну сім'ю — 82 446 доларів (медіана — 60 047). Медіана доходів становила 38 322 долари для чоловіків та 44 722 долари для жінок. За межею бідності перебувало 12,7 % осіб, у тому числі 18,7 % дітей у віці до 18 років та 7,5 % осіб у віці 65 років та старших.
Цивільне працевлаштоване населення становило 2004 особи. Основні галузі зайнятості: освіта, охорона здоров'я та соціальна допомога — 24,1 %, мистецтво, розваги та відпочинок — 19,0 %, роздрібна торгівля — 17,8 %.